# Unai Uribarri
Uribarri  Artabe est un nom espagnol. Le premier nom de famille, en général paternel, est Uribarri ; le second, en général maternel, souvent omis, est Artabe.
Unai Uribarri Artabe (né le 28 février 1984 à Mañaria) est un coureur cycliste espagnol, membre de l'équipe Euskaltel-Euskadi en 2006 et 2007.

## Palmarès
- 2005
  - 2e du championnat d'Espagne du contre-la-montre espoirs

## Classements mondiaux
| Année           | 2005   |
| --------------- | ------ |
| UCI Europe Tour | 1 134e |